# Melampodium argophyllum
Melampodium argophyllum là một loài thực vật có hoa trong họ Cúc. Loài này được (A.Gray ex B.L.Rob.) S.F.Blake mô tả khoa học đầu tiên năm 1924.